# Brookwood (Alabama)
Pour les articles homonymes, voir Brookwood.
Brookwood est une municipalité américaine située dans le comté de Tuscaloosa en Alabama.
Selon le recensement de 2010, sa population est de 1 828 habitants. La municipalité s'étend sur 8,46 milles carrés (21,91 km2).

## Démographie
| 1970 | 1980 | 1990 | 2000  | 2010  |
| ---- | ---- | ---- | ----- | ----- |
| 196  | 492  | 658  | 1 483 | 1 828 |

## Histoire
Une longue grève, commencée en 2021, a lieu dans les mines locales pour réclamer à l'entreprise Warrior Met Coal d'importants rattrapages de salaires .